# Compagnie autonome de parachutistes d'infanterie de Marine
Le groupe colonial de commandos parachutistes d'AEF (ou GCCP AEF) est une unité parachutiste dissoute de l'armée française créée en 1948 qui devient en 1958 la Compagnie autonome de parachutistes d'infanterie de Marine (CAPIMa).

## Création et différentes dénominations
- 11 septembre 1948 : création du GCCP d'AEF
- 1er août 1957 : devient la CPC AEF[2]
- 1er décembre 1958 : devient la CPIMa d'AEF[3]
- 1er février 1963 : devient la CAPIMa[4]
- 1er octobre 1964 : devient la 6e CPIMa[5]
- 10 novembre 1975 : dissolution de la 6e CPIMa

## Historique des garnisons, campagnes et batailles
Le GCCP AEF est constitué début 1948 par la 1re demi brigade de commandos parachutistes coloniaux de Meucon mais sa création administrative n'est effective que le 11 septembre lors de son embarquement pour le Congo à bord du paquebot Foucauld. L'unité, qui n'est alors constituée de 135 hommes répartis en deux commandos et une STUP, débarque à Pointe Noire le 30 septembre.
Le GCCP d'AEF relève la compagnie autonome de parachutistes d'AEF issue du 18e BIP et s'installe à Brazzaville.
Il se renforce à partir de 1956 par l'ajout de deux nouveaux commandos, puis, en 1959, d'une ACP et d'une section de livraison par air. Les effectifs sont alors de 214 hommes.

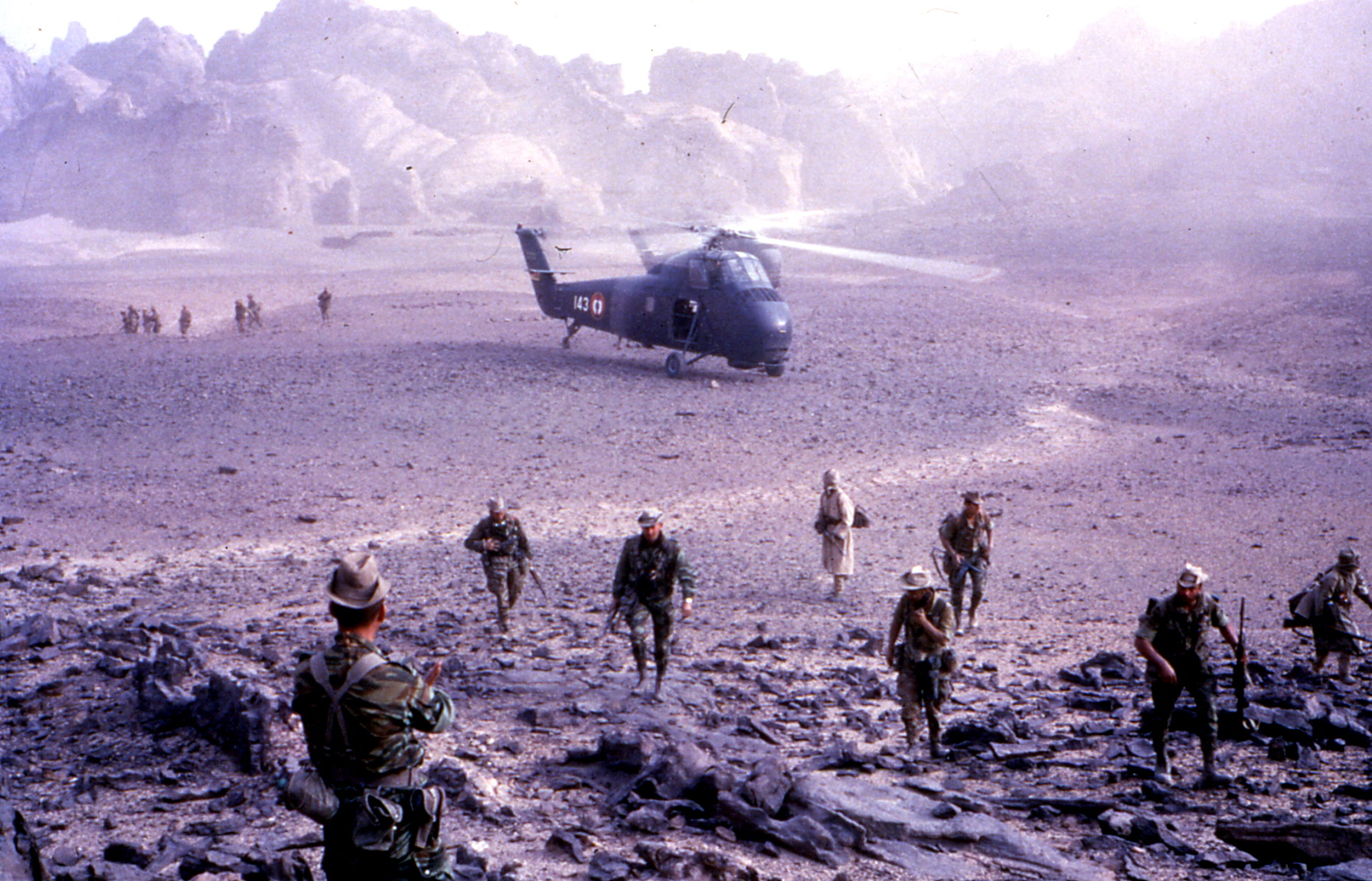
Parachutistes de la 6e CPIMa avec un hélicoptère Sikorsky H-34 de la Flottille 33F au Tchad en 1971.

L'unité change plusieurs fois de dénomination et est finalement rattachée au 6e RIAOM pour devenir le 1er octobre 1964 la 6e CPIMa. L'unité est d'abord cantonnée au camp Leclerc à Bouar en Centrafrique puis au camp Dubut à Fort Lamy au Tchad. La compagnie est dissoute le 10 novembre 1975.

## Traditions

### Insigne
L'insigne du GCCP représente une tête d'éléphant de couleur noire avec des défenses blanches qui symbolise l'Afrique.
L'origine de l'unité, les troupes de marine, est rappelée par l'ancre d'or tandis que sa spécialité parachutiste est indiquée par les trois coroles de parachutes située de part et d'autre de l'éléphant. Enfin, les initiales du nom de l'unité GCCP et AEF sont respectivement inscrites sur le diamant de l'ancre de marine et au-dessus de la tête de l'éléphant.

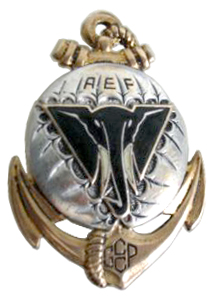
GCCP AEF
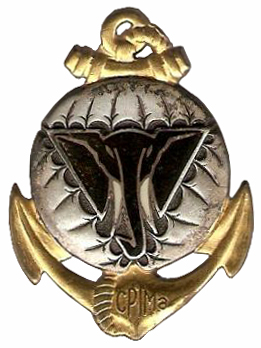
6e CPIMa
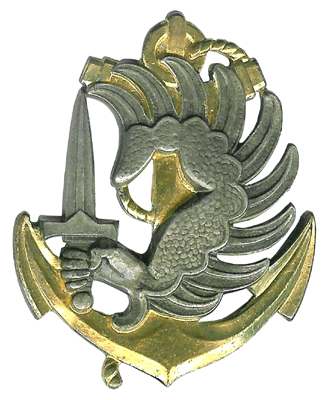
Insigne de béret des Parachutistes des TDM

L'insigne est homologué depuis le 29 juin 1953 et porte le numéro G 1032.
L'insigne de la 6e CPIMa reprend celui du GCCP AEF en supprimant le texte AEF et en remplaçant GCCP par CPIMa sur le diamant de l'ancre.

### Fanion
Le fanion de la 6e CPIMa a repris dimensions et symboles du fanion du GCCP-AEF, en changeant l'appellation GCCP-AEF en 6e CPIMa. De forme rectangulaire, séparé en diagonale par les deux couleurs des TDM (Troupes de Marine) bleue et rouge. Avers : l'inscription CPIMa et l'ancre de marine en lettres dorées. Revers : la tête de l'éléphant noir avec deux défenses, couleur ivoire, dans trois coupoles de parachutes.

### Chant
Pas de chant propre à l'unité. L'Amicale de la CP, gardienne de la mémoire, a adopté lors de sa création en 2000 le chant "Loin de chez nous" comme chant de tradition.

## Chefs de corps
- 1948 - 1949 : capitaine Ferrano
- 1949 - 1951 : lieutenant Drouin
- 1951 : lieutenant Hebert
- 1951 - 1954 : capitaine Dobbels
- 1954 - 1955 : capitaine Denis
- 1955 - 1958 : capitaine Dupouy
- 1958 - 1960 : capitaine Darche
- 1960 - 1962 : capitaine de Quillacq
- 1962 - 1964 : capitaine Dominique
- 1964 - 1965 : capitaine Gras
- 1966 - 1966 : capitaine Dentin
- 1966 - 1968 : capitaine Pissard
- 1968 - 1970 : capitaine Soissong
- 1970 - 1971 : capitaine Canal
- 1971 - 1972 : capitaine Jourdain
- 1972 - 1974 : capitaine Billot
- 1974 - capitaine Risdorfer
- 1975 - capitaine Desfons
- 1975 - Capitaine Bariteau

## Faits d'armes faisant particulièrement honneur à l'unité
Lors du coup d'état militaire survenu au Gabon le 17 février 1964, la CAPIMa, aérotransportée sur Libreville, a joué un rôle capital dans la restauration de la légalité dans ce pays en prenant d'assaut, le 19 février, le camp de la Baraka, où s'étaient retranchés les rebelles, au prix d'un tué et trois blessés. Cette action a été décisive pour la libération du Président Léon M'Ba deux jours plus tard.
Durant les opérations de maintien de l'ordre durant la guerre civile tchadienne entre septembre 1969 et février 1972, la CPIMa a perdu au combat 26 parachutistes dont 12 dans une embuscade meurtrière, à Bedo le 11/10/1970, et une cinquantaine de blessés pour 540 combattants ennemis hors de combat selon le colonel Michel Goya.

## Personnalités ayant servi au sein de l'unité
- Général François Cann est passé à la CPIMa de Brazzaville de 1958 à 1960.
- les généraux Raffenne, Rosier et Thomann ont été Chefs de Commandos à la CPIMa de 1970 à 1972.

## Sources et bibliographie
- Collectif, Histoire des parachutistes français, Société de Production Littéraire, 1975.
- tome1 et tome2 gccp-cpima 1948-1975 amicale des éléphants noirs mémoires d'hommes 2009.
- intervention de la France dans le conflit tchadien 1969-1975 de Jackie Neau mémoires d'hommes 2006.
- Tchad borkou-ennedi-tibesti 1970-1972 cdt c.Gregoire mémoires d'hommes 2004